# Melendi
Ramón Melendi Espina (Oviedo, Astúries, 21 de gener de 1979), conegut artísticament com a Melendi, és un cantautor asturià. La seva especialitat és la rumba amb influències de rock, flamenc i pop. Fins al 2012, el cantant ha venut més d'un milió de còpies dels seus discs.

## Biografia
Va néixer el 21 de gener de 1979 a Oviedo (Astúries). Anava a la mateixa classe que el pilot de Fórmula 1 Fernando Alonso, a qui ha dedicat la cançó de Magic Alonso. Ben aviat es va adonar que no estava fet per estudiar i que era bo jugant a futbol. Va jugar a les categories inferiors del Club Astur, filial aleshores del Real Oviedo. Després va treballar a diversos bars com a cambrer i es mogué pel món de la nit. El 2001, es va unir a un grup anomenat El bosque de Sherwood i poc després va gravar una maqueta que contenia únicament tres cançons: Sin noticias de Holanda, El informe del forense i Vuelvo a traficar.
El febrer de 2003, Melendi va llançar el seu primer disc en solitari Sin noticias de Holanda amb dotze cançons. El desembre de 2003 es va reeditar Sin noticias de Holanda amb dos temes nous (Asturias i Moratalá). Però el seu veritable salt a la fama li va arribar de la mà de la Volta Ciclista a Espanya 2004 quan la cançó Con la luna llena va ser escollida com a tema oficial. El maig d'aquell mateix any, va iniciar una petita gira per Espanya; va vendre 50.000 còpies i va ser Disc d'Or.
En el 2005 va treure al mercat el seu segon disc en solitari, titulat Que el cielo espere sentao, del que s'han venut més de 200.000 còpies. Aquell mateix any va reeditar Que el cielo espere sentao amb 3 temes inèdits (El Nano, La Dama y el Vagabundo i Carlota) i un DVD d'un concert a Oviedo. També es va estrenar com a pare amb una nena que es diu Carlota i va rebre el premi Ondas a la millor cançó pel tema Caminando por la vida.
El novembre de 2005 va rebre 6 Discs de Platí, pels dos discs. Sin noticias de Holanda en va rebre quatre i Que el cielo espere sentao dos.
El 2006 es va anunciar que seria un dels protagonistes principals del videojoc de Sony per a PSP, "Gangs of London". Melendi donà vida al personatge Mr. Big, un malvat gàngster. A més a més, compongué el tema "Gangs of London", amb el seu corresponent videoclip ambientat entre sirenes de policia. El videojoc es va llançar al Regne Unit l'1 d'agost i el 6 de setembre a Espanya, amb la multinacional EMI, encarregada de llançar la seva carrera internacionalment.
També ha compost un tema pel Real Oviedo titulat Volveremos. El cantant està en el projecte d'una pel·lícula titulada Vuelvo a traficar. The Film.
Mientras no cueste trabajo es va publicar el dia 13 de novembre de 2006. Es va editar des del moment del seu llançament al mercat en dos formats: el normal, que consta d'un CD amb 12 cançons, i l'especial, amb 16 cançons i un DVD amb extres. El 29 de setembre de 2007 va sortir una reedició del disc titulat Mientras no cueste más trabajo amb quatre cançons noves (Firmes, El rey de la baraja, La aceituna i Me gusta el fútbol).
L'any 2007 va rebre el Premi a la "Millor Gira" pels Premis de la Música entregat a Còrdova. També va fer una campanya publicitària per Canal+ titulada Me gusta el fútbol, on l'artista va compondre una cançó amb el mateix nom.
El 12 de novembre de 2007 va anar a declarar als jutjats després de provocar un incident en un més que evident estat d'ebrietat, en un vol Madrid-Mèxic, que va obligar el comandant de l'avió a tornar dues hores després de l'enlairament. Va ser posat en llibertat, després de declarar davant el jutge.
El 2 de novembre de 2010 va publicar el seu cinquè àlbum anomenat Volvamos a empezar i el primer senzill es titulà Barbie de extrarradio.
El 2011 va participar en el disc de La Marató de TV3 amb una versió en català de "True colours" de Cyndi Lauper titulada "Ulls dolços".
El 13 de novembre de 2012, publicà el seu sisè àlbum "Lágrimas desordenadas", on es troben cançons com "Tu jardín con enanitos", "Làgrimas desordenadas", "Mi primer beso".

## Discografia
- Sin noticias de Holanda (2003) (800.000 còpies - 4x Platí)
- Que el cielo espere sentao (2005) (400.000 còpies - 2x Platí)
- Mientras no cueste trabajo (2006) (300.000 còpies - 2x Platí)
- Curiosa la cara de tu padre (2008) (100.000 còpies - 4x Platí)
- Volvamos a empezar (2010) (150.000 còpies - 2x Platí)
- Lágrimas desordenadas (2012) (120.000 còpies - 1x Or)
- Un alumno más (2014)
- Directo a septiembre (2015)
- Quítate las gafas (2016)
- Ahora (2018)
- 10:20:40 (2019)

### Senzills
- Sin noticias de Holanda
  - Mi rumbita pa' tus pies
  - Desde mi ventana
  - Sé lo que hicisteis
  - Con la luna llena
  - Hablando en plata
- Que el cielo espere sentao
  - Caminando por la vida
  - Con sólo una sonrisa
  - Novia a la fuga
- Mientras no cueste trabajo
  - Kisiera yo saber
  - Calle la Pantomima
  - Por amarte tanto
- Curiosa la cara de tu padre
  - Un violinista en tu tejado
  - Piratas del Bar Caribe
  - Como una vela
- Volvamos a empezar
  - Barbie de extrarradio
  - Canción de amor caducada
  - Perdoname ángel
  - Llueve
- Lágrimas desordenadas
  - Lágrimas desordenadas
  - Tu jardín con enanitos
  - Cheque al portamor
  - Autofotos
- Un alumno más
  - Tocado y hundido

## Col·laboracions
- Amb José Avilés Bas: «Volveremos Real Oviedo» (2013)
- Amb Los Chunguitos: «Con la luna llena» (2004).
- Amb Porretas: «Dos pulgas para un perro» (2010).
- Amb Pablo Moro: «María» (2005).
- Amb Algunos Hombres Buenos: «Salta» (2006).
- Amb Seguridad Social: «Quiero tener tu presencia» (en directe i no editada).
- Amb Belo: «Al gallo que me cante» (en directe i no editada).
- Amb Un tributo a Brasil: «Adiós tristeza».
- Amb Rasel Abad: «Mil razas» (2007).
- Amb Los Galván: «Por eso canto» (2007).
- Amb Guaraná: «De lao a lao» (2008).
- Amb Pignoise: «Estoy enfermo» (2009).
- Amb Fernando Tejero: «So payaso» (2010).
- Amb Juanes: «Me enamora» (2011; en directe i no editada).
- Amb Mojinos Escozíos i Ariel Rot: «Al carajo» (2011).
- Amb Pablo Motos: «Marco» (2011).
- Amb Jorge Ortuño: «Cheque al portamor» (2013).
- Amb Malú: «El apagón» (2011, 2014, 2015; en directe i editada)
- Amb Leonel García: «Para empezar» (2011; en directe i no editada).
- Amb Pablo Alborán, Dani Martín, Malú, Carlos Baute, Rasel i La Dama: «Cuestión de prioridades por el cuerno de África» (2012).
- Amb Malú: «Amigo» (2012).
- Amb Lolita Flores: «Arriba los corazones», de Antonio Flores (en directe i no editada).
- Amb Malú: «Con sólo una sonrisa» (en directe i no editada).
- Amb La Dama: «Corazón de peón» (en directe i no editada).
- Amb Rasel Abad: «Por qué» (2013).
- Amb Samanta Villar: «Lágrimas desordenadas» (2013) (en directe ino editada).
- Amb Margarett: «Por ti» (2014).
- Amb Laura Pausini: «Entre tú y mil mares» (2014).
- Amb Vanesa Martín: «Frenar enero» (2015).
- Amb Malú: «A prueba de ti» (2015; Especial Nochebuena Malú).
- Amb Antonio Orozco, Malú, Manuel Carrasco i Alejandro Sanz: «Mi héroe» (2016)
- Amb ChocQuibTown: «Mi mayor fortuna» (2016).
- Amb Ha*Ash: «Destino o casualidad» (2017)
- Amb Neus Ferri: «Personal» (2017)
- Amb Pedro Sosa: «De Hidalgos y Cometas» (2017)
- Amb Carlos Vives: «El arrepentido» (2018)
- Amb Alejandro Sanz i Arkano: «Déjala que baile» (2018)
- Amb Orishas: «Sastre de tu amor» (2018)
- Amb Kany García «A mis amigos» (2018)
- Amb Fonseca «Simples corazones» (2018)